# Carnosinezuur
Carnosinezuur is een polycyclisch diterpenoïde (zuurstofhoudend diterpeen) dat voorkomt in planten uit de lipbloemenfamilie, voornamelijk rozemarijn (Rosmarinus officinalis) en echte salie (Salvia officinalis). Gedroogde bladeren van rozemarijn of salie bevatten 1,5 tot 2,5 % carnosinezuur.
Carnosinezuur is een krachtige antioxidant.
Carnosinezuur heeft medicinale eigenschappen; het beschermt huidcellen tegen UV-A-straling (fotoprotectie). Bij dierproeven is vastgesteld dat het een bescherming biedt tegen carcinogenen (chemoprotectie).
Carnosinezuur wordt gebruikt als conserveermiddel of antioxidant in voedingswaren en verzorgingsproducten, zoals tandpasta, mondwater en kauwgum, waarbij het een antibiotisch effect zou hebben tegen micro-organismen die verantwoordelijk zijn voor slechte adem—of huidverzorgingsproducten.)